# Moshe Barbalat
Moshe Barbalat (sinh năm 1932) là một vận động viên Paralympic người Israel đã nghỉ hưu và được phong anh hùng chiến tranh.
Barbalat đã hoàn thành nghĩa vụ quốc gia trong Lực lượng Phòng vệ Israel trong Lực lượng Tăng hạng. Năm 1968, anh bị thương nặng trong Trận Karameh và mất cả hai chân. Trong tình trạng bị thương nặng và vẫn bị bắn, anh yêu cầu sơ tán các binh sĩ bị thương khác trước khi anh được sơ tán, và vì điều này anh đã được trao Huân chương Dịch vụ Xuất sắc vào năm 1973.
Anh đã thi đấu cho Israel và giành được các huy chương vàng trong các môn bóng chuyền đứng nam tại Thế vận hội Paralympic Mùa hè 1976, Thế vận hội Paralympic Mùa hè 1980 và Thế vận hội Paralympic Mùa hè 1984.
Anh cũng đã thi đấu trong các môn thể thao dành cho người khuyết tật nam. Tại Thế vận hội Paralympic Mùa hè 1976, anh đã giành huy chương đồng trong môn ném cầu một chân C1 và môn ném đĩa một chân C1, xếp thứ 8 trong môn ném lao một chân C1 và thứ 9 trong môn ném lao chính xác một chân C1. Tại Thế vận hội Paralympic Mùa hè 1980, anh xếp thứ 6 trong môn ném đĩa một chân C1 và thứ 9 trong môn ném cầu một chân C1.